# Электромодуль (завод)
Открытое акционерное общество «Электромо́дуль» (бел. ААТ «Электромодуль») — единственный в Беларуси производитель силовой преобразовательной техники. Имел союзное значение в СССР.

## История
Создано в 1966-1970 годах в городе Молодечно как Молодечненский завод силовых полупроводниковых вентилей Главного управления по производству преобразовательных устройств Министерства электротехнической промышленности СССР для производства силовой полупроводниковой техники для автомобилестроения, в том числе для ВАЗ.
15 мая 1970 года приказом № 175 Минэлектротехпрома введены производственные мощности первой очереди завода.
С 1976 года — Молодечненский завод силовых полупроводниковых вентилей имени XXV съезда КПСС, названный в честь XXV съезда КПСС.
С 1986 года — Молодечненское производственное объединение по производству приборов силовой электроники «Электромодуль». В 1993—1994 годах — Молодечненский ордена Трудового Красного Знамени завод «Электромодуль».
Современное название предприятие получило в 1994 году после преобразования его в открытое акционерное общество.
На заводе издавалась газета трудового коллектива «Приборостроитель».

## Продукция
Предприятие выпускает силовые полупроводниковые диоды и выпрямительные блоки, силовые высоковольтные диодно-транзисторные модули и гибридные интегральные схемы, регуляторы напряжения для автомобильных генераторов, а также мебельную и строительную фурнитуру.
Выпускаемая продукция поставляется на внутренний рынок, а также экспортируется в Россию.